# Cardiophorus procerulus
Cardiophorus procerulus is een keversoort uit de familie kniptorren (Elateridae). De wetenschappelijke naam van de soort is voor het eerst geldig gepubliceerd in 1859 door Kiesenwetter.